# 엠즈씨드
엠즈씨드(영어: M's seed)는 대한민국의 외식 서비스 기업이다. 매일유업의 자회사로, 2013년 6월 물적분할되었다. 현재 폴 바셋과 크리스탈 제이드를 운영하고 있다.

## 사업 부문
2009년 9월 매일유업 외식사업본부는 호주의 프랜차이즈 카페 폴 바셋을 국내 도입했다. 1호점은 신세계백화점 강남점 지하 1층에 위치했다. 론칭 당시 명칭은 '커피 스테이션 폴바셋'이다. 2021년 이탈리안 다이닝 레스토랑 '더 키친 일뽀르노'를 론칭했다.
- 폴 바셋
- 더 키친 일뽀르노
- 크리스탈 제이드

## 같이 보기
- CJ푸드빌
- 롯데GRS
- 신세계푸드
- 이랜드이츠
- 한화푸드테크